# Mapania baldwinii
Mapania baldwinii là loài thực vật có hoa trong họ Cói. Loài này được Nelmes mô tả khoa học đầu tiên năm 1951 publ. 1952.